# Pins
Pins es una entidad de población española del municipio de Vilopríu, perteneciente a la provincia de Gerona, en la comunidad autónoma de Cataluña.

## Historia
Hacia mediados del siglo XIX, el lugar, ya por entonces perteneciente a Vilopríu, tenía contabilizada una población de treinta habitantes. Aparece descrito en el decimotercer volumen del Diccionario geográfico-estadístico-histórico de España y sus posesiones de Ultramar de Pascual Madoz con las siguientes palabras:

PINS: ald. en la prov., part. jud. y dióc. de Gerona (3 leg.), aud. terr. y c. g. de Barcelona (22), ayunt. de Vilopriu: sit. en medio de varias colinas que la rodean, con buena ventilacion y clima templado y sano. Tiene 15 casas, y 1 capilla dedicada á S. Bartolomé, aneja de la parr. de Gahusas. El térm. confina N. Camallera; E. Vilopriu; S. Colomes, y O. Gahusas. El terreno es árido y de secano, á pesar de correr por él un arroyo que desagua en el Ter; le cruzan varios caminos locales. El correo se recibe de la cap. prod.: trigo, legumbres, vino y aceite; cria caza de perdices, conejos y liebres. pobl.: 6 vec., 30 almas. cap. prod.: 752,800. imp.: 18,820.
(Madoz, 1849, p. 42)

En 2023, la entidad singular de población tenía empadronados seis habitantes.